# فارماسي أرينا

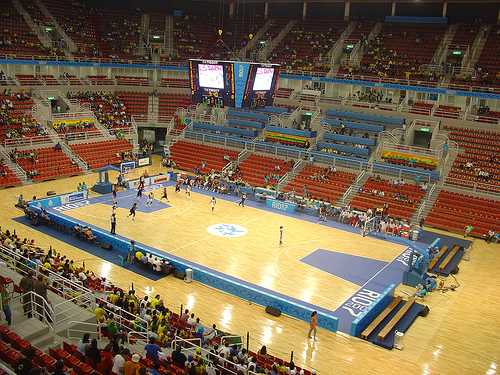
صالة إتش إس بي سي الرياضية.

صالة إتش إس بي سي هي صالة رياضية متعددة الأغراض، تقع في منطقة بارا دا تيجوكا في ريو دي جانيرو، البرازيل. تم الانتهاء من بناء الصالة في يوليو 2007 وكانت تعرف سابقا بـصالة ريو الأولمبية. الصالة استعملت في دورة الألعاب الأولمبية الصيفية 2016. في الفترة ما بين ديسمبر 2007 إلى مارس 2008. الصالة كانت تعرف باسم صالة ريو. القدرة الاستيعابية للصالة في المناسبات الرياضية حوالي 14981 شخصًا، وتصل إلى 18768 شخصا في الحفلات الموسيقية.

## معرض صور

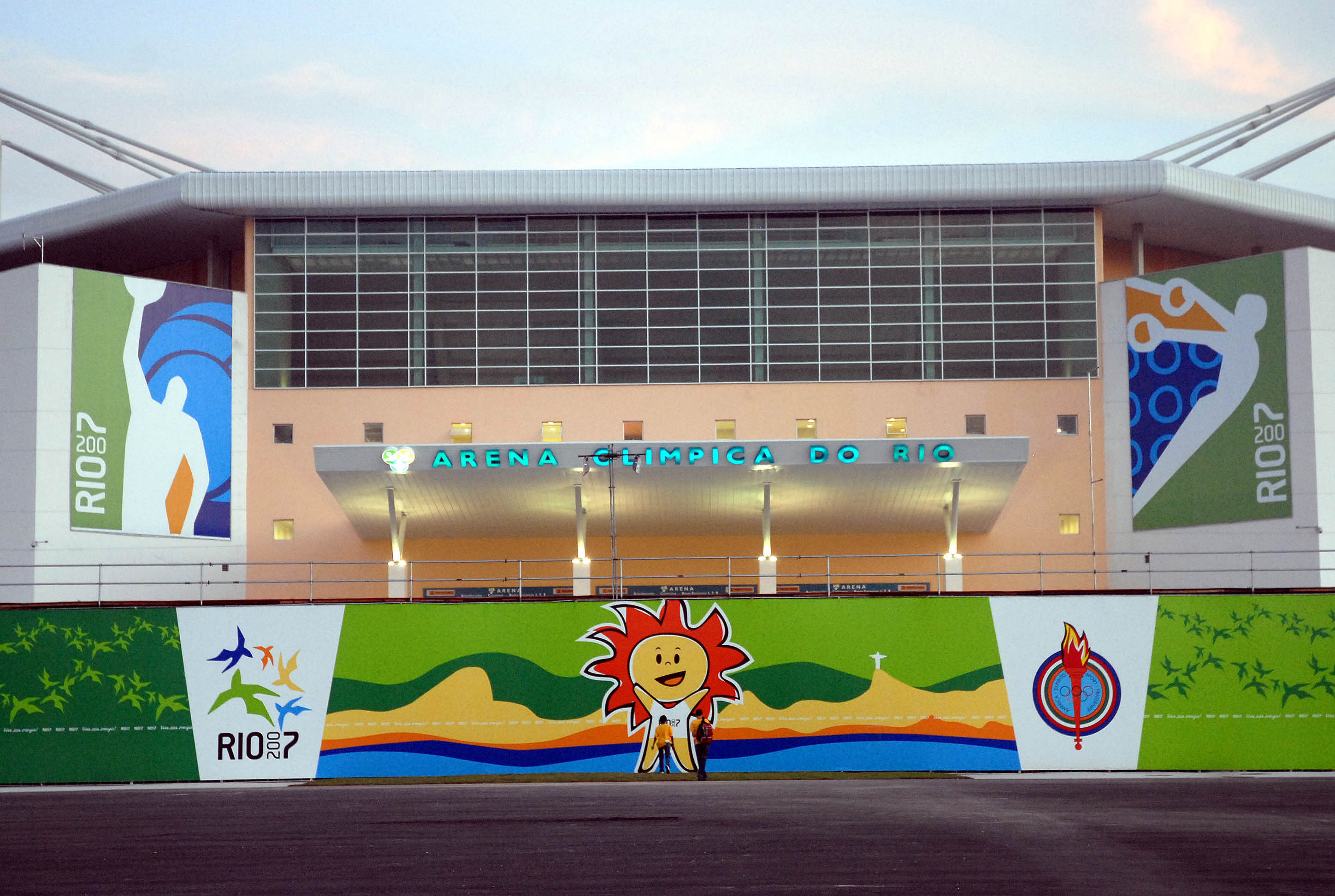
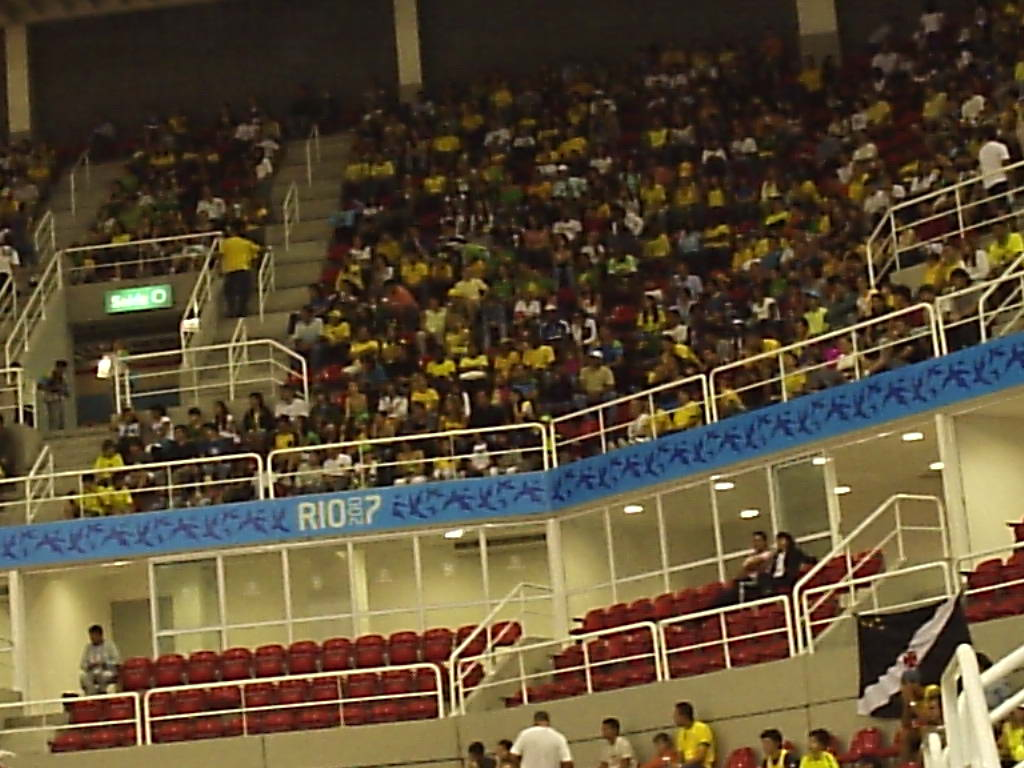
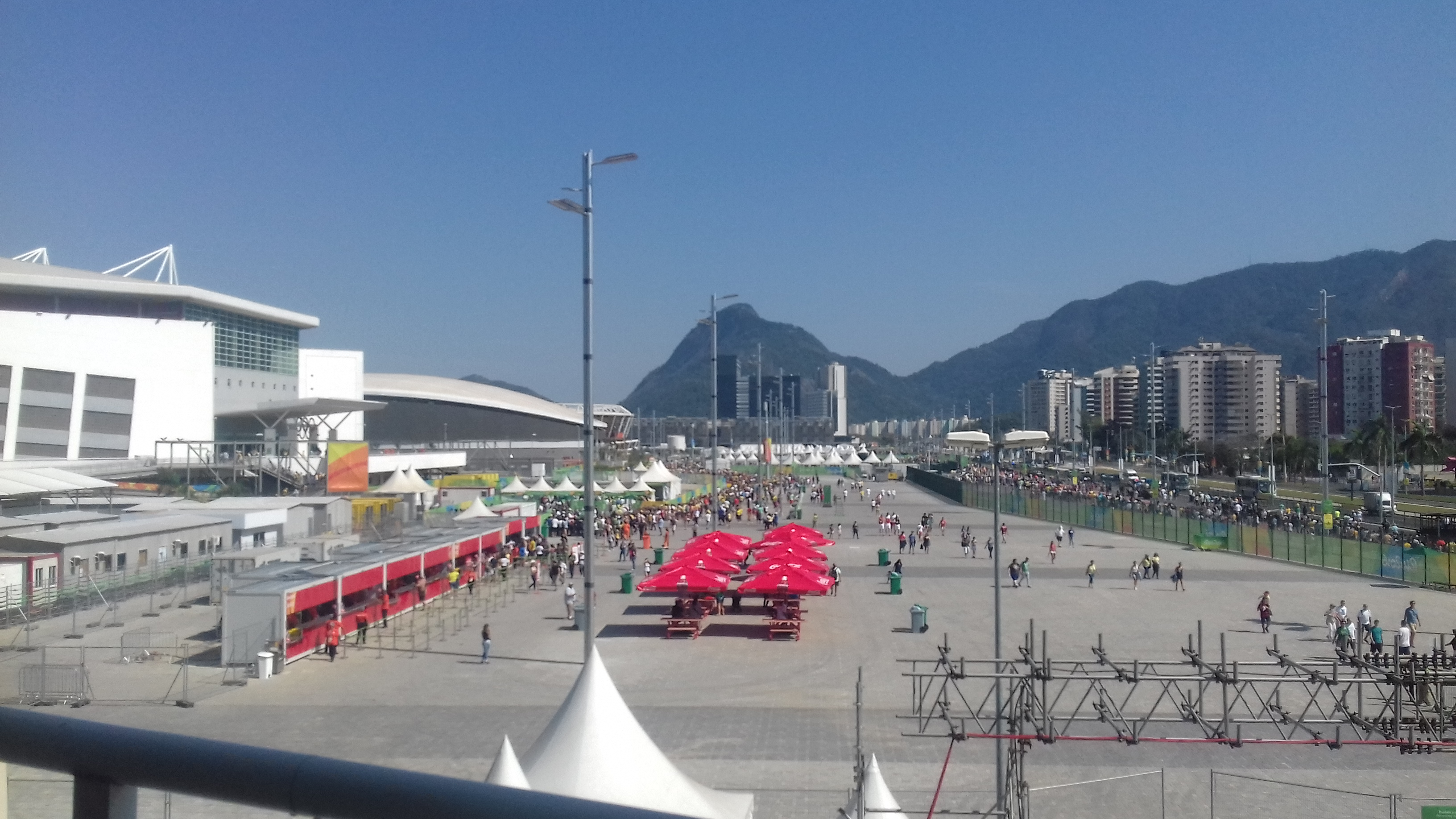
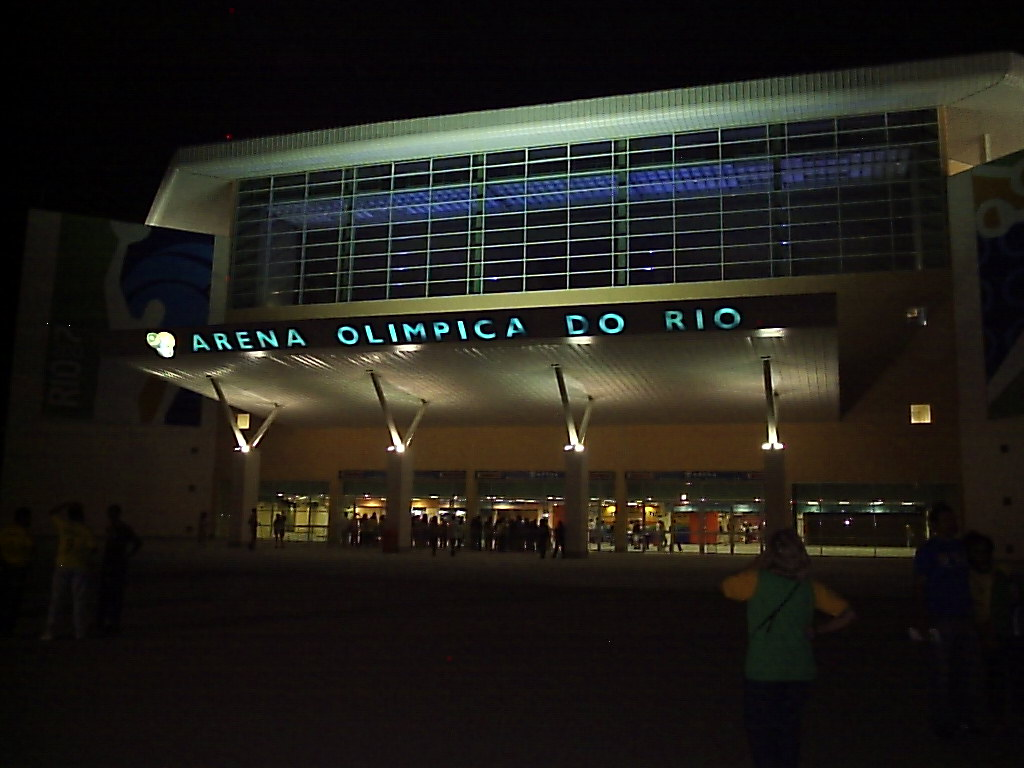
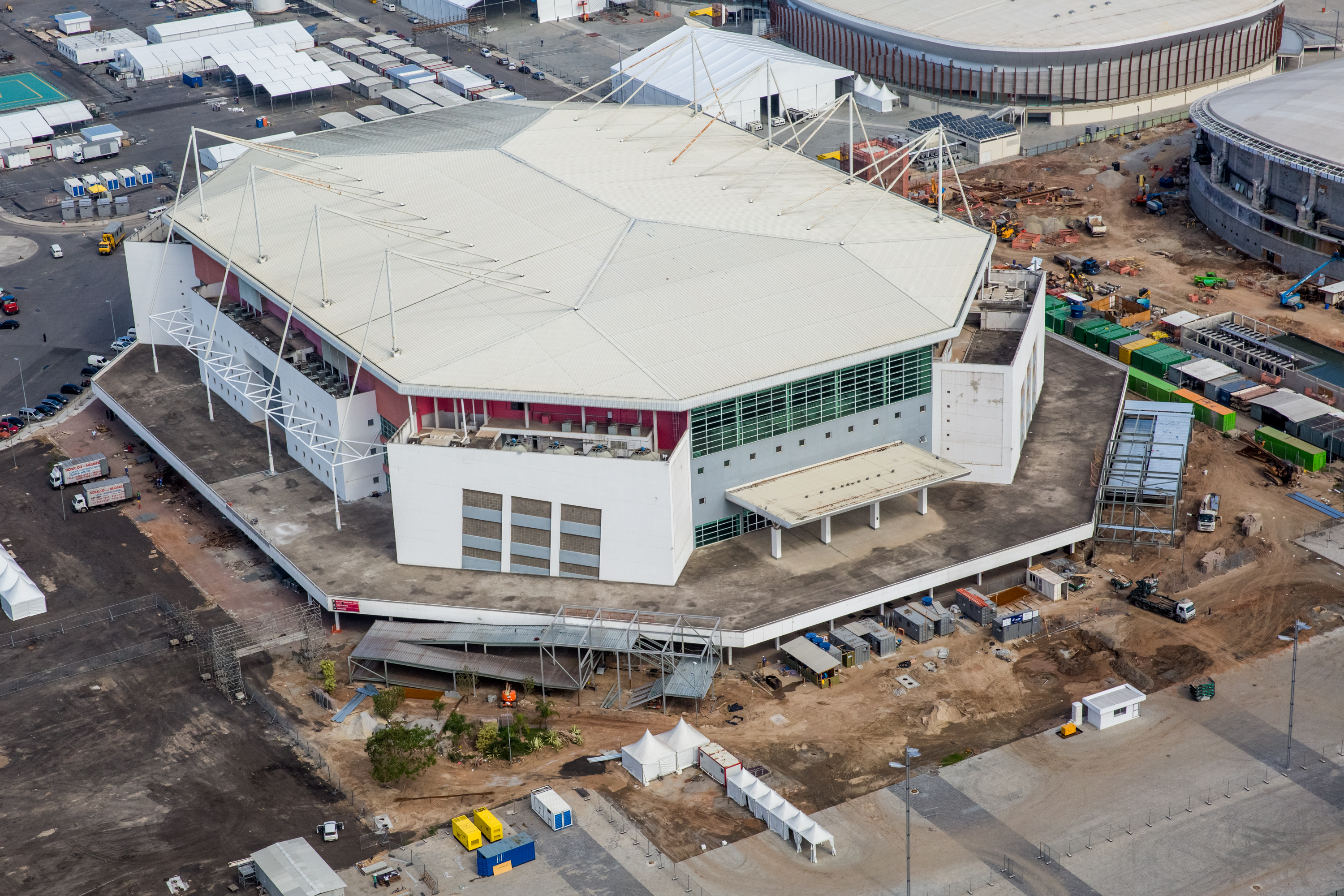